# NGC 3082
NGC 3082 est une galaxie lenticulaire située dans la constellation de la Machine pneumatique. NGC 3082 a été découverte par l'astronome britannique John Herschel en 1835.

## Caractéristiques
Sa vitesse par rapport au fond diffus cosmologique est de 3 188 ± 29 km/s, ce qui correspond à une distance de Hubble de 47,0 ± 3,3 Mpc (∼153 millions d'al).
À ce jour, deux mesures non basées sur le décalage vers le rouge (redshift) donnent une distance de 37,750 ± 1,344 Mpc (∼123 millions d'al), ce qui est à l'extérieur de la distance de Hubble. Notons que c'est avec la valeur moyenne des mesures indépendantes, lorsqu'elles existent, que la base de données NASA/IPAC calcule le diamètre d'une galaxie et qu'en conséquence le diamètre de NGC 3082 pourrait être d'environ 40,1 kpc (∼131 000 al) si on utilisait la distance de Hubble pour le calculer.